# Грочанска ада
Грочанска ада је речно острво на Дунаву, у Београду, које се налази у општини Гроцка.

## Карактеристике подручја
Ада је дугачка 3 km, а њена ширина је 500 метара. На њеном подручју налази се велики број различитих дрвећа и то углавном тополе, јасена и врбе, а у нешто мањем броју багрема и јавора. Грочанска ада је станиште многих дивљих животиња, као и ретких врста птица и биљака. На уласку у рукаваца између острва и аде, вода је муљевита и има пањева. Превоз чамцима до Грочанске аде је организован у летњим месецима из Гроцке. Посетиоци који долазе на ово прелепо речно острво на Дунаву су углавом мештани Гроцке и њене околине. Наспрам њега, налазе се још два речна острва.